# Fudbalski Klub Jedinstvo Bijelo Polje
L'FK Jedinstvo Bijelo Polje (serbo: ФК Јединство Бијело Поље) è una società calcistica montenegrina di Bijelo Polje. Milita nella Prva crnogorska fudbalska liga, la massima serie del campionato montenegrino di calcio.
Ha militato per quattro stagioni nella Prva crnogorska fudbalska liga, la massima divisione del campionato montenegrino.

## Storia
Fondata nel 1922, partecipò all'edizione 2005-2006 della Meridian SuperLiga, la massima divisione del campionato serbo-montenegrino terminando all'ultimo posto.
La stagione successiva partecipò alla prima stagione di massima divisione del campionato montenegrino essendo uno dei pochi club della neonata nazione ad aver militato nella precedente stagione in Meridian SuperLiga. Tuttavia la compagine retrocesse sempre nel medesimo anno dopo aver perso ai play-off contro il FK Bokelj, seconda classificata in seconda serie montenegrina.

## Palmarès

### Competizioni nazionali
- Crnogorska republička liga: 3

1971-1972, 1975-1976, 1977-1978
- Druga Crnogorska Liga: 2

2015-2016, 2021-2022

### Altri piazzamenti
- Coppa del Montenegro:

Semifinalista: 2011-2012
- Druga Crnogorska Liga:

Secondo posto: 2019-2020
Promozione: 2007-2008, 2011-2012